# 부룬디의 국장
부룬디의 국장은 1966년에 제정되었다.

부룬디의 국장

국장 가운데에 그려져 있는 노란색 테를 두른 빨간색 방패 안에는 사자의 머리가 그려져 있으며, 방패 뒤쪽에는 엇갈린 채로 놓여 있는 3개의 아프리카의 전통적인 창이 그려져 있다.
방패 아래쪽에 있는 리본에는 부룬디의 나라 표어인 "통일, 노동, 진보" ("Unité, Travail, Progrès") 라는 문구가 프랑스어로 쓰여 있다.